# Ernest le Pelley
Ernest le Pelley (6 dicembre 1801 – 26 ottobre 1849) è stato il sedicesimo signore di Sark dal 1839 fino alla sua morte.

## Biografia
Ereditato il titolo e l'attività mineraria Guernsey and Sark Mining Company (che era arrivata a dare impiego ad oltre 300 persone) dal fratello. Nel 1844, avendo disperatamente bisogno di fondi per opere di ammodernamento nella miniera dell'isola, visto che i soci si erano rifiutati di investire ulteriore denaro (dal momento della sua apertura erano state spese 34'000 sterline per produrre materia prima pari ad un valore di sole 4'000 sterline) si fece prestare 4'000 sterline da John Allaire, un privato locale, mettendo come garanzia (ottenuto il permesso dalla corona) l'isola di Sark e il titolo nobiliare. 
Solo un anno dopo avvenne un crollo disastroso causò l'allagamento della miniera (che si estendeva per 140 metri sotto il livello del mare) e la morte di dieci operai; a seguito della tragedie e nonostante diversi tentativi la miniera non fu più riaperta. Alla sua morte gli succedette, ereditandone i debiti, il figlio Pierre Carey, l'ultimo signore della famiglia Le Pelley.